# Punkt oporu wzgórze 319
Punkt oporu wzgórze 319 – jeden z odcinków Obszaru Warownego Śląsk. Jego obiekty znajdowały się na terenie Rudy Śląskiej i zamykały drogi wychodzące z Zabrza. Schrony bojowe punktu oporu wyposażone były w kopuły i półkopuły pancerne, działa i cekaemy. W głębi punktu oporu znajdują się umocnione koszary i magazyn amunicji.
6 października 2020 do rejestru zabytków nieruchomych woj. śląskiego pod numerem A/716/2020 wpisano dwa schrony, będące częścią Punktu Oporu „Wzgórze 319 - Nowy Bytom”. Są to dwa schrony zlokalizowane w rejonie ul. Cynkowej i al. Rodziny Gürtlerów w Rudzie Śląskiej:
- ciężki schron bojowy nr 31 (B-17), położony na dz. ewid. nr 725/519, obręb Ruda,
- schron bojowy tradytorowy nr 32 (B-18), położony na dz. ewid. nr 3564/96, obręb Bielszowice.

27 września 2022 do rejestru zabytków nieruchomych woj. śląskiego wpisano dwa schrony, będące częścią punktu oporu wzgórze 319:
- schron bojowy nr 30 (B-16) w Rudzie Śląskiej, stanowiący element Punktu Oporu „Wzgórze 319 - Nowy Bytom”, zlokalizowany w rejonie ul. Bukowej i al. Rodziny Gürtlerów, na działce ewidencyjnej nr 1040/519, wraz z najbliższym otoczeniem obejmującym w całości działkę nr 1040/519 (nr rej. A/1044/22 z 27 września 2022);
- schron bojowy nr 23 (B-09) w Rudzie Śląskiej, stanowiący element Punktu Oporu „Wzgórze 319 - Nowy Bytom”, zlokalizowany w rejonie al. Rodziny Gürtlerów, po południowej stronie rzeki Czarniawki, na działce ewidencyjnej nr 885/61 (nr rej. A/1045/22 z 27 września 2022).

30 września 2022 do rejestru zabytków nieruchomych woj. śląskiego wpisano schron bojowy nr 25 (B-10) w Rudzie Śląskiej, stanowiący element Punktu Oporu „Wzgórze 319 - Nowy Bytom”, zlokalizowany w rejonie al. Rodziny Gürtlerów, na działce ewidencyjnej nr 683/69, wraz z najbliższym otoczeniem obejmującym fragment działki ewidencyjnej nr 683/69 (nr rej. A/1046/22 z 30 września 2022).
Decyzją z 8 maja 2024 do rejestru zabytków (nr rej. A/1392/24) wpisano dawny schron bojowy Punktu Oporu „Wzgórze 319” w Rudzie Śląskiej w rejonie ul. 1 Maja, zlokalizowany na działce ewidencyjnej nr 1027/498, ark. mapy 5, obręb 0001.